# Inundaciones en Pakistán de 2022
Desde el 14 de junio de 2022, las inundaciones en Pakistán han dejado un saldo de 1355 muertes. Las inundaciones se causaron luego de una fuerte ola de calor por lluvias monzónicas más intensas de lo habitual y el derretimiento de glaciares, fenómenos ligados al cambio climático. Es la inundación más mortífera del mundo desde las inundaciones del sur de Asia de 2017 y la peor en la historia del país. El 25 de agosto, Pakistán declaró el estado de emergencia a raíz de las inundaciones. El 29 de agosto, el ministro de cambio climático de Pakistán dijo que alrededor de "un tercio" del país estaba bajo agua, cifra equivalente a 33 millones de personas. El gobierno de Pakistán estimó una pérdida de USD 10 000 millones hasta ahora por las inundaciones en todo el país.
En agosto de 2022, seis oficiales militares fallecieron en un accidente de helicóptero durante una operación de socorro por las inundaciones. También se produjeron inundaciones repentinas en las zonas limítrofes cercanas de India y Afganistán.

## Trasfondo
La ministra de Cambio Climático de Pakistán, Sherry Rehman, dijo que las provincias de Sind y Baluchistán habían recibido más lluvia que la media de agosto, con un 784% y un 500% más respectivamente. También se registró lluvias monzónicas superiores a la media en la India y Bangladés. El Océano Índico es uno de los océanos que más rápido se calienta en el mundo, en un promedio de 1 °C (1.8 °F) (mientras que la temperatura mundial es ahora de un 1.2 °C (2.2 °F) por encima de las temperaturas preindustriales, la de los océanos en general es 0.7 °C (1.3 °F)). Se cree que el aumento de la temperatura de la superficie del mar potencia las lluvias monzónicas. Además, el sur de Pakistán experimentó olas de calor consecutivas en mayo y junio, récord más aún seguramente por el cambio climático. Así se produjo una fuerte baja térmica que trajo acaparada lluvias más intensas de lo habitual. Las olas de calor también provocaron inundaciones glaciales en Gilgit-Baltistán. Pakistán aporta menos del 1% de las emisiones globales de gases de efecto invernadero, pero es uno de los lugares más vulnerables al cambio climático.

## Impacto
En total, fallecieron más de 1355 personas, incluidas 481 niños, y 12 722 personas resultaron heridas. A causa de las inundaciones, 634 749 personas ahora viven en campamentos temporales. Este fenómeno es el más mortífero en Pakistán desde 2010, cuando casi 2000 personas murieron a causa de las inundaciones, y las más mortíferas del mundo desde las inundaciones de 2017 en el sur de Asia. El ministro de finanzas de Pakistán, Miftah Ismail, aseguró que las inundaciones representaban al menos USD 10 000 millones (o PKR 2.2 mil millones) en daños para Pakistán. Sherry Rehman, la ministra de cambio climático, dijo el 29 de agosto que "un tercio" del país estaba bajo el agua y que "no había tierra seca para drenar el excedente", agregando que era una "crisis de proporciones inimaginables". Los campos de cultivo también fueron devastados por el agua.

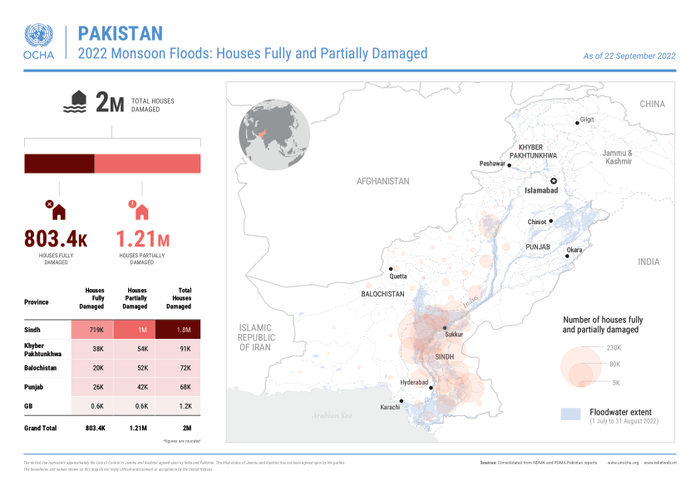
Viviendas dañadas por distrito

Las fuertes lluvias monzónicas y las inundaciones vienen afectando a 33 millones de personas en Pakistán desde mediados de junio, habiendo destruido 564 831 casas y dañado otras 1 147 683. Sind y Baluchistán son las dos provincias más afectadas en términos de impacto humano e infraestructural. Murieron 753187 cabezas de ganado, la mayoría en la provincia de Baluchistán, mientras que la destrucción de 6579 km (4088 mi) de carreteras y de 246 puentes impide el acceso a las zonas afectadas por las inundaciones. Más de 17 560 escuelas resultaron dañadas o destruidas. A pedido de la Autoridad Provincial de Gestión de Desastres de Baluchistán (PDMA), se llevó a cabo una evaluación multisectorial rápida de las necesidades en 10 distritos de Baluchistán para identificar las prioridades y diferencias entre sectores. Hay varios socios humanitarios que están apoyando la respuesta gubernamental en las áreas afectadas, redirigiendo los recursos existentes hacia las necesidades más urgentes mientras trabajan para ampliar el alcance de la respuesta.[cita requerida].
Los trabajadores humanitarios advirtieron que la falta de agua limpia provocó un aumento de las enfermedades transmitidas por el agua como la diarrea, la cólera, el dengue y la malaria.

### Sind
Murieron 542 personas y 8.321 resultaron heridas por las inundaciones en Sind. Entre los 236 niños fallecidos, hubo tres que murieron cuando el techo de su casa se derrumbó en Kandhkot. Fueron desplazadas 10 000 millones de personas en Sind y 57 496 casas resultaron severamente dañadas o completamente destruidas, principalmente en la División de Hyderabad; también murieron 830 cabezas de ganado, y 6200 km² (1 540 000 ha) de tierras de cultivo fueron arrasados por las inundaciones.

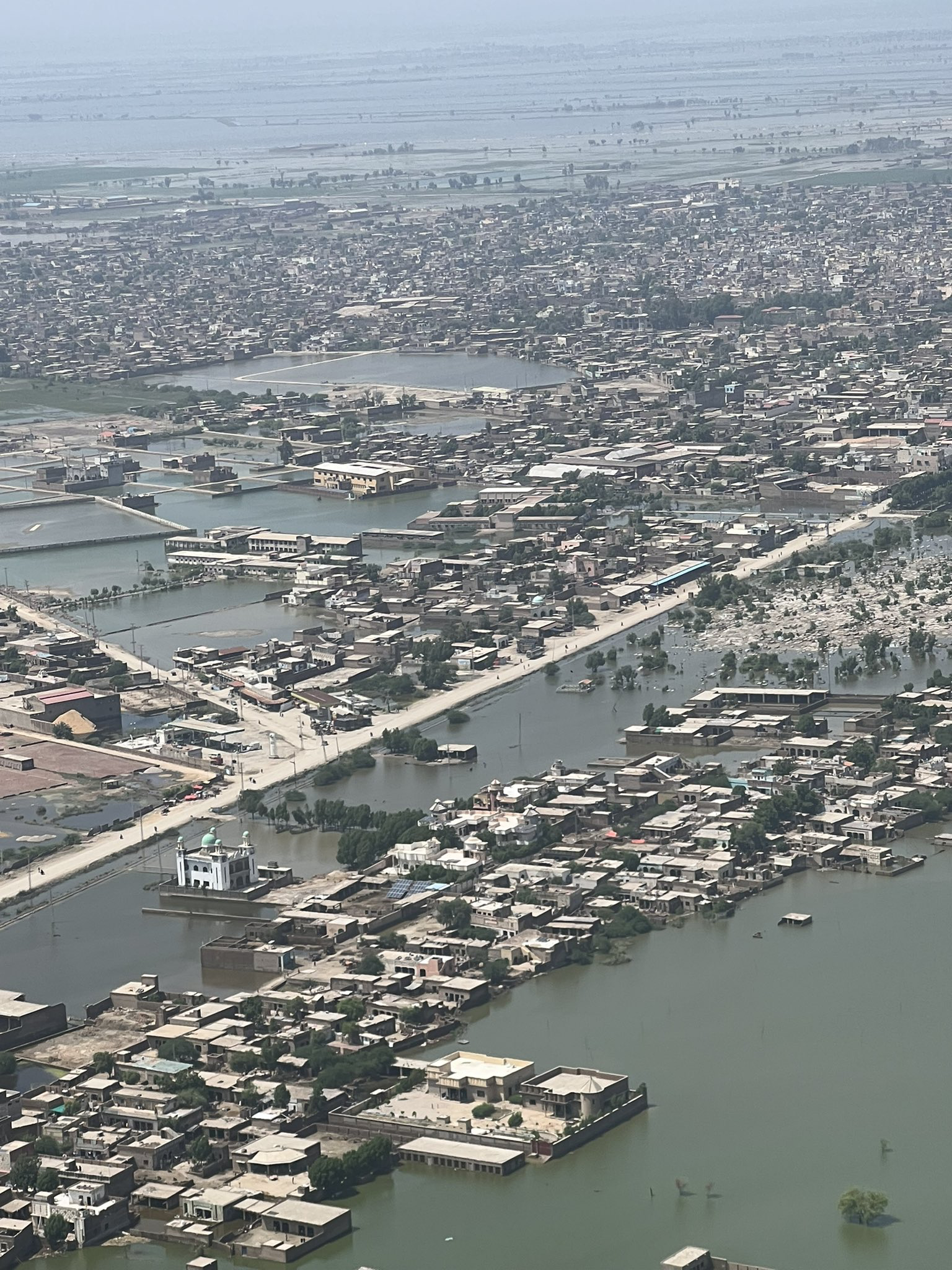
Una vista aérea de la ciudad de Shahdadkot completamente inundada en septiembre de 2022.

Las divisiones Larkana y Sukkur también se vieron profundamente afectadas por las inundaciones; Thari Mirwah y KNShah están "completamente sumergidas". Las inundaciones han convertido el río Indo en un lago de 100 km (62 mi) de ancho.
La ciudad de Karachi aún no fue afectada por las nuevas inundaciones, pero sí lo fue anteriormente.
Durante las inundaciones, el lago Manchar se desbordó y en septiembre de 2022 se hicieron esfuerzos de drenaje.

### Baluchistán
En Baluchistán, las inundaciones se saldó la vida 263 personas. En muchos lugares, el agua de lluvia se filtró en las casas, las hizo inhabitables y desplazó a un gran número de familias. Se dañaron o quedaron completamente destruidas 426 897 casas y se perdió 1230 km² (304 000 ha) de cultivos. También aquí murieron cabezas de ganado, en cifra de medio millón.
Según el Comisionado de Socorro Provincial de Gestión de Desastres, Quetta, la capital de Baluchistán, las lluvias intensas terminaron por declararla zona de desastre y la provincia quedó en estado de emergencia.

### Jaiber Pajtunjuá
Las inundaciones dejaron a 292 personas fallecidas y a otras 600 000 desplazadas. Entre ellos había cinco niños en el distrito de Upper Dir que regresaban a casa de la escuela cuando las inundaciones los arrastró hasta el ahogo. Se dañaron 326 897 casas resultado de inundaciones y deslizamientos de tierra, y murieron 7742 cabezas de ganado por derrumbes de cobertizos. En el distrito de Swat, un hotel recientemente construido colapsó debido a una inundación excesiva. La parte suroeste de la provincia ya había sido afectada primeramente también por el terremoto de junio de 2022 en Afganistán.
En el Distrito del Bajo Kohistan, 5 personas quedaron atrapadas en un torrente de montaña; 4 de ellas murieron, y solo una pudo ser rescatada. En Balakot, 8 nómadas murieron debido a las inundaciones en un afluente del río Kunhar. También murieron 12 personas en varias áreas de Dera Ismail Khan debido a las inundaciones repentinas desde las torrentes de los cerros.

### Gilgit-Baltistán
Murieron 22 personas, cuatro están desaparecidas y las inundaciones afectaron gravemente a la carretera de Karakoram. Las carreteras se cerraron al tráfico en varios puntos debido a los deslizamientos de tierra. Los distritos de Ghizar, Nagar, Diamer, Ghanche y Astore fueron los más afectados. Quedaron destruidas 420 casas y 740 resultaron dañadas debido a inundaciones y deslizamientos de tierra. Mientras tanto, la Carretera Estratégica S-1 también se erosionó debido a la gran torrente del río Indo. La carretera del valle de Ishkoman se cortó en Gutkash debido a las inundaciones en el río Ishkoman. En el distrito de Ghanche se inundó un puente en Chhorbat. Las carreteras del valle y dos puentes del distrito de Nagar fueron arrasados por las inundaciones. Además, en el distrito de Diamer, hay informes de daños en Khanar y Bonar. El 26 de agosto, la inundación destruyó la mayor parte de las aldeas de Ghizer. Entre estos se encuentran Buber Valley, Gahkuch y Gulmuti. Se pidió a los residentes que evacuaran las áreas afectadas, ya que los niveles de los ríos están subiendo a una altura extremadamente peligrosa.
En Punyab, 191 personas murieron y otras 3858 resultaron heridas. En Taunsa Sharif, varios asentamientos quedaron sumergidos en el agua. En la ciudad histórica de Mangadotha, al oeste de Taunsa Sharif, las aguas arrastraron a cientos de casas y ganado, y se perdió 7200 km² (1 780 000 ha) de tierras de cultivo. Los residentes de comunidades lindantes a los ríos inundados planearon su evacuación Con carreteras y puentes destrozados, la mayoría de las familias se mudaron a pie y a camello a zonas más seguras mientras transportaban solo lo esencial.

### Azad Cachemira
Murieron 44 personas por inundaciones en Azad Cachemira. El 31 de julio, en el distrito de Poonch, diez personas murieron y cuatro resultaron heridas cuando se derrumbó un techo sobre sus cabezas. La corriente se llevó a cinco turistas y luego se confirmó sus muertes en el valle de Neelum el 19 de agosto. Todos eran de Mianwali.

## Respuesta

### Nacional
Tras las indundaciones masivas, el primer ministro, Shehbaz Sharif, decidió encabezar la operación de socorro y se reunió con socios internacionales el 25 de agosto, quienes se comprometieron a invertir 500 millones de dólares en el país para aliviar los estragos generados.
Oficiales del ejército, miembros del gabinete federal y senadores donarán su salario de un mes para el fondo de ayuda por inundaciones.
El PTCL Group, el mayor proveedor de servicios de Internet y telecomunicaciones de Pakistán anunció PKR 1750 millones para apoyar a los damnificados por las inundaciones.
El presidente del partido Pakistan Tehreek-e-Insaf (PTI) y ex primer ministro, Imran Khan, realizó un teletón de 3 horas para recaudar fondos para los afectados por las inundaciones y recibió PKR 500 millones (USD 22.5 millones) específicamente como ayuda por las inundaciones.
El 30 de agosto, el Gobierno de Pakistán anunció que asignaba 170 millones de dólares a las víctimas de las inundaciones, desembolsables a través del Programa de Apoyo Económico de Benazir (BISP) como parte del Plan de Respuesta a las Inundaciones de Pakistán de 2022.
La Autoridad de Telecomunicaciones de Pakistán (PTA) introduce el código SMS 9999 para que los consumidores tengan la opción de donar fondos a la causa a través de mensajes de texto desde sus teléfonos. Los consumidores deberán escribir 'fund' y enviarlo al código 9999 para donar PKR 10 para contribuir al fondo de ayuda por inundaciones del primer ministro.

### Internacional
- Las Naciones Unidas asignaron $3 millones desde el Fondo Central de Respuestas a Emergencias (CERF) para asistir las zonas afectadas.[62] Las Naciones Unidas busca recaudar un monto de $160 millones como ayuda para las inundaciones en Pakistán.[63]
- El 23 de agosto, la Unión Europea anunció que otorgaba una ayuda inmediata de € 350 000. El 28 de agosto, recaudó otros € 2,35 millones en materia de emergencia humanitaria[64]
- La Organización Mundial de la Salud asignó $10 000 millones a los labores de asistencia médica.[65]
- El Banco Mundial asignó $370 millones como ayuda humanitaria para Pakistán.[66]
- El CEO de Apple, Tim Cook, dijo que Apple donará bienes para la recuperación de Pakistán en zonas damnificadas por las inundaciones,[67] y confirma una suma de $160 millones para Pakistán.[68]
- Google anunció que donará $0,5 millones para las víctimas de inundaciones en Pakistán.[69]
- El Comité Internacional de Rescate anunció que se había enviado equipos preparados para emergencias de asistencia inmediata para las 33 millones de personas afectadas.[70]
- El príncipe ismailí Aga Khan anunció una contribución de $10 000 millones para asistir a Pakistán. Durante su charla telefónica con Shehbaz Sharif, el príncipe Aga Khan aseguró que la Red de Desarrollo Aga Khan (AKDN) se mantendrá completamente comprometida con los labores de socorro.[71]
- El 18 de agosto, el secretario de estado de EE. UU., Antony Blinken, anunció una ayuda de $1 millón para superar los desafíos que Pakistán enfrenta por las inundaciones.[72][73] El 30 de agosto, los EE. UU. anunciaron otro subsidio de $30 millones. El 5 de septiembre, el Consejero del Departamento de Estado, Derek Chollet, anunció que visitaría Pakistán por unos días con una comisión de alto rango en búsqueda de más soluciones para Pakistán. Al llegar a Pakistán, los EE. UU. construyó un puente aéreo enorme para las víctimas por las inundaciones. El puente aéreo hizo posible que veinte aviones militares US C-17 transportaran fácilmente alimento y materiales valorados en $2,2 millones.[74]
- El 25 de agosto, un portavoz del Ministerio de Relaciones Exteriores de China expresó su más sentido pésame por las víctimas de las inundaciones y ofreció sus condolencias a las familias de las víctimas. Está siendo despachada una ayuda humanitaria de 25 000 tiendas de campaña y otros materiales, habiendo enviado ya 4000 tiendas, 50 000 cobijas, 50 000 lonas, entre otras provisiones, proporcionadas por China bajo el marco de la importancia social del Corredor Económico chino-pakistaní (CPEC). La Sociedad de la Cruz Roja de China ya envió una ayuda en efectivo de $300 000 a la Sociedad de la Media Luna Roja de Pakistán.[75][76] El 30 de agosto, China anunció una subvención de asistencia de 100 millones de yuanes (USD 14,5 millones).[77][78] El 3 de septiembre, China volvió a anunciar otro paquete de ayuda de 300 millones de yuanes (USD 45,5 millones).[79]
- El 27 de agosto, el Gobierno del Reino Unido anunció £1,5 millón de fondos de ayuda para Pakistán.[80] El primero de septiembre, el gobierno del Reino Unido anunció otros £15 millones más. El Comité de Emergencias de Desastres recaudó £8 millones en tan solo 24 horas.[81]
- El 27 de agosto, Azerbaiyán anunció una ayuda de USD 2 millones para Pakistán.[82][83]
- El 28 de agosto, el ministro irlandés de asuntos exteriores, Simon Coveney, comentó en un posteo de Twitter que Irlanda "se comprometió a contribuir unos € 500 000 iniciales en criterio de ayuda humanitaria" para Pakistán.[84]
- El 29 de agosto, Canadá anunció $5 millones para la ayuda humanitaria requerida en Pakistán.[85][86]
- El 29 de agosto, los Emírates Árabes Unidos inauguraron unpuente aéreo para transportar ayuda humanitaria de los EAU a Pakistán y se lograron 20 vueltas en aeronave con suministros valorados en $50 millones.[87][88][89] El gobernador de Dubái, Mohammed bin Rashid Al Maktoum, informó de un adicional de 50 million de dirhams (USD 13.5 millones) para asistir a las víctimas de las inundaciones.[90]
- El 29 de agosto, Catar anunció que enviaría a Pakistán 21000 canastas de comida, 5000 tiendas de campaña, y 5000 kits de aseo personal a través del Fondo de Desarrollo de Catar.[91] El emir de Catar Tamim bin Hamad Al Thani también donó asistencia humanitaria para las víctimas, incluido un hospital de campaña con un personal de 93 miembros.[92]
- El 29 de agosto, el primer ministrio de la India, Narendra Modi, extendió sus más sentidas condolencias a las familias de los afectados por las inundaciones y espera una pronta vuelta a la normalidad.[93][94]
- El 30 de agosto, Alemania anunció una ayuda alimentaria de dos meses a 1000 familias en el Distrito de Lasbela de Pakistán.[95] También anunció una ayuda alimentaria y kits de aseo a un total de 60000 personas.[96]
- El 30 de agosto, Corea del Sur anunció $300 000 de asistencia a Pakistán.[97]
- El 30 de agosto del 2022, la primera ministro de Bangladés, Sheikh Hasina, anunció que su país ayudará a las víctimas de inundaciones en la provincia de Baluchistán en Pakistán.[98] ElMinisterio de Gestión y Socorro de Desastres asignó ৳14 millones para proveer artículos de socorro, incluidas 10 toneladas de galletas, 10 toneladas de bizcochos, 100 000 tabletas de purificación de agua, 50000 paquetes de sales de rehidratación oral, 5000 mosquiteros, 2000 cobijas y 2000 tiendas de campaña.[99]
- El 31 de agosto, el gobierno australiano anunció $2 millones de ayuda humanitaria para Pakistán.[100]
- El 31 de agosto, el Gobierno de Japón anunció que proveerá bienes de emergencia a Pakistán, incluidas tiendas de campaña y sábanas de plástico, a través de la Agencia Japonesa de Cooperación Internacional (JICA).[101]
- Turquía envió artículos de ayuda a Pakistán,[102][88] includas 10 000 tiendas de campaña, 50 000 paquetes de comida, 50 000 artículos de aseo y 10 000 paquetes de comida para bebés (en primera instancia).[103]
- El 31 de agosto el Gobierno de Noruega anunció 25 millones de coronas noruegas (USD 2.5 millones) para labores de asistencia y seguridad alimenticia.[104]
- El 31 de agosto, Francia, a pedido del presidente Emmanuel Macron, anunció que donaría a Pakistán 83 bombeadoras de agua de alta capacidad, 200 tiendas de campaña familiares, y equipos de supervivencia, aseo y protección. También anunció que enviarán doctores y enfermeros al país y exportaría un puente Bailey de 50 metros de largo que puede erguirse rápidamente en cualquier zona afectada.
- El 31 de agosto, Suecia anunció una donación de 30 millones de coronas suecas (USD 2.8 millones) para las comunidades afectadas.[105]
- El primero de septiembre, Irán envó 1000 tiendas de campaña, 4000 cobijas y 2000 mosquiteros.[106]
- El primero de septiembre, Dinamarca anunció 10 000 millones de coronas danesas (USD 1.35 millones) a reservar para la asistencia de emergencias.[107]
- En respuesta a los pedidos internacionales de apoyo de Pakistán por las inundaciones, Belgium le proveerá 300 tiendas de campaña con capacidad de refugiar a un total de 1800 personas.[108]
- Con el objetivo de contribuir a la respuesta humanitaria internacional, la Agencia italiana para la Cooperación y el Desarrollo asignó 500 000 euros como contribución a la Federación Internacional de la Cruz Roja y las Sociedades de la Media Luna Roja (IFRC) de Pakistán. La contribución permite a la IFRC apoyar a la Luna Media Roja de Pakistán con la entrega de suministros a los sectores más vulnerables de la población.[109]
- El primer ministro de Fiyi, Frank Bainimarama, aseguró que los países de emisiones altas son culpables por las catastróficas inundaciones en Pakistán.[110]

## Accidente de helicóptero militar
El 1 de agosto de 2022, un helicóptero de la aviación militar de Pakistán se encontraba realizando una operación de rescate por inundaciones en el área de Lasbela en Baluchistán cuando perdió contacto con el control de tráfico aéreo. Seis militares a bordo, incluido el comandante del XII Cuerpo, el teniente general Sarfraz Ali, murieron en el accidente. Los informes de investigaciones primarias de las autoridades paquistaníes atribuyeron el accidente a las malas condiciones climáticas, mientras que Reuters hizo notar reclamos sin verificar del grupo paraguas de la insurgencia baluchi "Baloch Raaji Aajoi Sangar" de que derribaron el helicóptero.